# Acalypha chirindica
Acalypha chirindica är en törelväxtart som beskrevs av Spencer Le Marchant Moore. Acalypha chirindica ingår i släktet akalyfor, och familjen törelväxter. Inga underarter finns listade i Catalogue of Life.